# Гаврилов, Иван Васильевич (военный)
Иван Васильевич Гаврилов (1899—1945) — советский офицер. Участник Гражданской и Великой Отечественной войн. Герой Советского Союза (31.05.1945, посмертно). Гвардии полковник (25.04.1944).

## Биография
Иван Васильевич Гаврилов родился 19 октября (7 октября — по старому стилю) 1899 года в городе Ейске Ейского отдела Кубанской области Российской империи (ныне город в Краснодарском крае Российской Федерации) в семье рабочего.
В 1918 году был мобилизован в Добровольческую армию генерала А. И. Деникина, служил в запасном батальоне в Ставрополе.
В апреле 1920 года Иван Гаврилов дезертировал из Белой армии и добровольно вступил в ряды Рабоче-крестьянской Красной Армии. Участвовал в Гражданской войне на Северном Кавказе, будучи красноармейцем 2-го кавалерийского полка Отдельной кавалерийской бригады Южного фронта.
В 1923 году окончил 10-е кавалерийские курсы командного состава в Новочеркасске. С января 1923 служил в 81-м кавалерийском полку Северо-Кавказского военного округа, с лета 1924 — в 57-м кавалерийском полку Московского военного округа, был командиром отделения, старшиной и командиром взвода, помощником командира и исполняющим должность командира эскадрона, помощником по политической работе начальника полковой школы. С марта 1930 года служил в 1-м запасном кавалерийском полку на станции Лиски: командир эскадрона, с января 1936 года исполняющий должность 2-го помощника начальника штаба полка. В апреле 1936 года был переведён на Дальний Восток, где назначен на такую же должность в 121-й кавалерийский полк Особой Дальневосточной Краснознамённой армии, с марта 1938 года — врид начальника штаба этого полка. С апреля 1939 года — начальник штаба 12-го кавалерийского полка в этой армии. В начале июня 1941 года назначен командиром 129-го кавалерийского полка 14-й кавалерийской дивизии 5-го кавалерийского корпуса Киевского особого военного округа, который дислоцировался в городе Славута Каменец-Подольской (ныне Хмельницкой) области Украинской ССР. В межвоенный период ещё дважды окончил курсы усовершенствования комсостава в 1932 и в 1941 годах.

## Великая Отечественная война
В боях с немецко-фашистскими захватчиками подполковник И. В. Гаврилов с первых дней войны в составе Юго-Западного фронта. Участвовал в боях под Дубно, Бердичевым, Таращей, затем на Харьковском направлении (Львовско-Черновицкая стратегическая оборонительная операция, Киевская стратегическая оборонительная операция, Сумско-Харьковская оборонительная операция). В декабре 1941 года 5-й кавалерийский корпус покрыл себя неувядаемой славой в ходе Елецкой наступательной операции в боях под Ливнами в составе группы войск генерал-лейтенанта Ф. Я. Костенко. 7 декабря 1941 года 5-й кавалерийский корпус, 1-я гвардейская стрелковая дивизия, 129-я танковая бригада и 34-я мотострелковая бригада контратаковали 95-ю и 45-ю пехотные дивизии 2-й армии вермахта, заставив их перейти к обороне. Полк подполковника И. В. Гаврилова в бою под хутором Сербино 07.12.1941 года разгромил противостоявшие ему части противника, а 14.12.1941 года отбил у немцев деревню Россошное. Всего в ходе боёв полком Гаврилова было захвачено 50 пленных и большое количество боеприпасов. За отличие в боях подполковник И. В. Гаврилов был награждён орденом Красного Знамени. 5-й кавалерийский корпус приказом Народного комиссариата обороны СССР № 366 от 25 декабря 1941 года был преобразован в 3-й гвардейский кавалерийский корпус. 14-я кавалерийская дивизия была переименована в 6-ю гвардейскую кавалерийскую дивизию, а 129-й кавалерийский полк — в 28-й гвардейский кавалерийский полк. Зимой — весной 1942 года дивизия, в которой служил И. В. Гаврилов, участвовала в Барвенково-Лозовской наступательной и в Воронежско-Ворошиловградской оборонительной операциях на Юго-Западном фронте в составе 21-й, 38-й и 28-й армий.
В августе 1942 года И. В. Гаврилов назначен заместителем командира по строевой части 20-й мотострелковой бригады. В её рядах участвовал в Сталинградской битве в составе 21-й, 1-й танковой и 62-й армий Юго-Восточного и Сталинградского фронтов. В октябре 1942 года бригаду вывели на пополнение в Приволжский военный округ. В мае 1943 года И. В. Гаврилова направили на курсы при Военной академии бронетанковых и механизированных войск Красной Армии имени И. В. Сталина. Окончил их в 1944 году.
В апреле 1944 года полковник И. В. Гаврилов был назначен командиром 35-й механизированной бригады 1-го механизированного корпуса 1-го Белорусского фронта. Бригада Гаврилова отличилась в Белорусской стратегической операции в ходе её составной части — Бобруйской фронтовой наступательной операции. 24 июня 1944 года 35-я механизированная бригада обходным манёвром с севера обеспечила преодоление стрелковыми подразделениями немецкой обороны в районе села Зубаревская Буда Гомельской области Белоруссеой ССР, после чего во взаимодействии с 219-й танковой бригадой освободила Старые Дороги, а к исходу 29 июня 1944 года овладела городом Слуцк.
В октябре 1944 года Иван Васильевич был ранен вторично. На фронт он вернулся в начале февраля 1945 года и 14 февраля 1945 года был назначен командиром 19-й гвардейской механизированной бригады 8-го гвардейского механизированного корпуса 1-й гвардейской танковой армии 1-го Белорусского фронта. В ходе Восточно-Померанской операции 19-я гвардейская механизированная бригада под командованием гвардии полковника И. В. Гаврилова, на время операции переданная 2-му Белорусскому фронту, действуя в авангарде корпуса, стремительным маршем вышла севернее города Лауенбург, обеспечив его захват частями корпуса. Затем бригада захватила переправы в районе населённого пункта Кневербрух, чем обеспечила прорыв бригады в район Большау, после чего во взаимодействии с другими бригадами овладела городом Нойштадт. К 20 марта 1945 года бригада прорвала сильно укреплённую оборону противника и вышла на подступы к городу Гдыня в районе населённого пункта Яново. В ходе боёв в период с 02.03.1945 года по 20.03.1945 года бригадой Гаврилова было уничтожено 2865 солдат и офицеров противника, 78 пулемётов, 4 орудия и миномёта, 10 самоходных установок, 129 автомашин и мотоциклов. В плен сдались 486 военнослужащих вермахта. В качестве трофеев были захвачены 41 пулемёт, 10 миномётов и 9 орудий различного калибра.
После разгрома группы армий «Висла» войска 1-го Белорусского фронта начали подготовку к Берлинской операции. 16 апреля в штаб 1-й гвардейской танковой армии поступила телеграмма:

«Катукову, Попелю. 1-й гвардейской танковой армии поручается историческая задача: первой ворваться в Берлин и водрузить Знамя Победы. Лично вам поручается организовать исполнение. Пошлите от каждого корпуса по одной лучшей бригаде в Берлин и поставьте им задачу: не позднее 4-00 утра 21 апреля любой ценой прорваться на окраину Берлина. Жуков, Телегин».

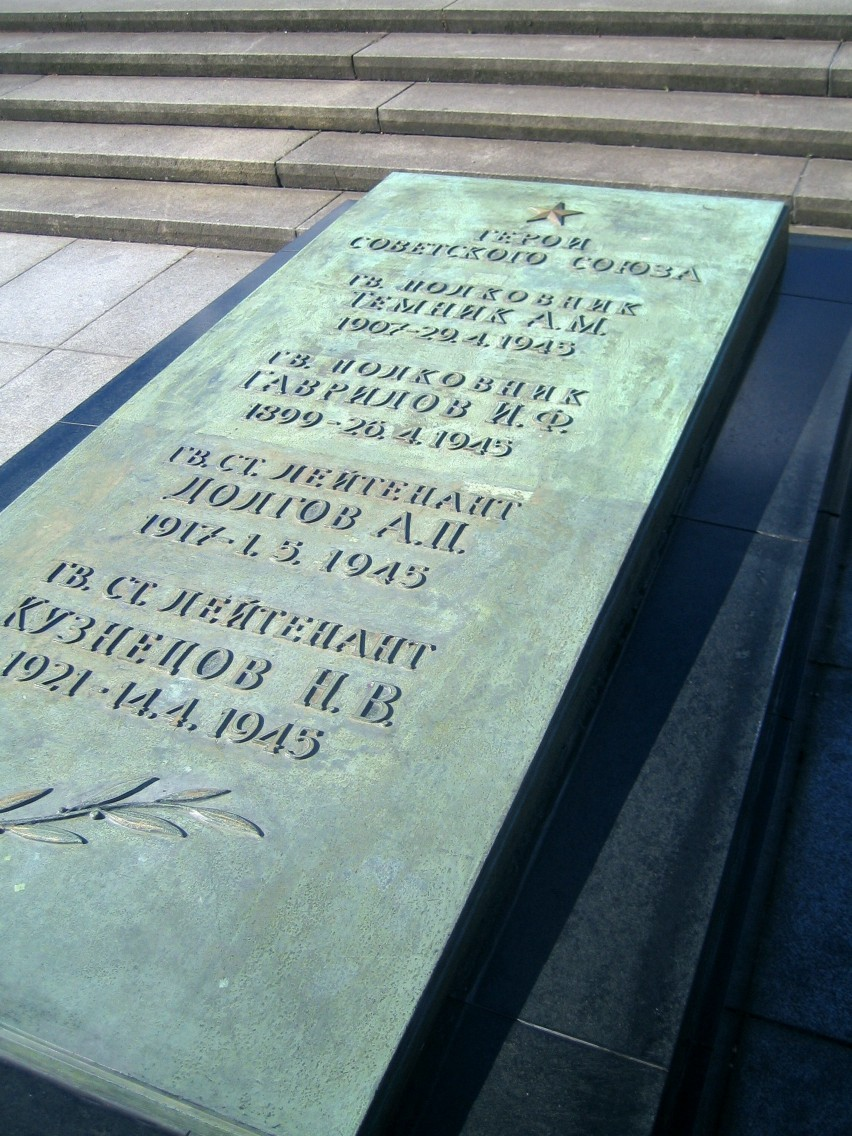
Плита на мемориале павшим советским воинам в Тиргартене

Лучшей бригадой 1-й гвардейской танковой армии была 19-я гвардейская механизированная бригада. Она уже 16 апреля 1945 года прорвала сильно укреплённую и глубоко эшелонированную оборону противника на реке Одер. Продвигаясь с боями вперёд, отражая постоянные атаки противника, бригада 25.04.1945 года ворвалась в Берлин и захватила несколько переправ через каналы в черте города. За период боёв бригадой было уничтожено 713 солдат и офицеров противника, 2 пушки, 9 миномётов, 9 пулемётов, 15 автомашин, 2 самолёта. Захвачено в качестве трофеев 40 самолётов, 15 автомашин и большое количество складов с различным имуществом. 26 апреля 1945 года в ходе уличных боёв при отражении контратаки противника гвардии полковник И. В. Гаврилов погиб. Похоронили его в Берлине в парке Тиргартен. Позднее здесь был возведён мемориал павшим советским воинам.
Указом Президиума Верховного Совета СССР гвардии полковнику Ивану Васильевичу Гаврилову 31 мая 1945 года присвоено звание Героя Советского Союза посмертно.

## Награды
- Герой Советского Союза (31.05.1945, посмертно).
- Орден Ленина (31.05.1945, посмертно).
- Два ордена Красного Знамени (29.12.1941, 11.04.1945).
- Орден Отечественной войны 1-й степени (08.09.1944).
- Медаль «За оборону Сталинграда» (1943).
- Медаль «20 лет Рабоче-Крестьянской Красной Армии» (1938).

## Память
- Имя Героя Советского Союза И. В. Гаврилова увековечено на мемориале павшим советским воинам в Берлине.

## Примечание
1. ↑  М. Е. Катуков. На острие главного удара. М., Военгиз, 1974, стр. 401.

## Документы
- Общедоступный электронный банк документов «Подвиг Народа в Великой Отечественной войне 1941—1945 гг.» Архивировано 13 марта 2012 года. № в базе данных 10740390. Архивировано 16 мая 2012 года., 150006532. Архивировано 16 мая 2012 года., 24431086. Архивировано 16 мая 2012 года., 30409599. Архивировано 16 мая 2012 года., 46485079. Архивировано 16 мая 2012 года., 46486671. Архивировано 16 мая 2012 года.
- Обобщённый банк данных «Мемориал». Архивировано 10 мая 2012 года. ЦАМО, ф. 33, оп. 11458, д. 766. Архивировано 10 июля 2013 года., ЦАМО, ф. 33, оп. 11458, д. 884. Архивировано 10 июля 2013 года., ЦАМО, ф. 33, оп. 11458, д. 660. Архивировано 10 июля 2013 года.